# U2 3D
U2 3D ist ein 2008 in Amerika produzierter 3D Konzertfilm, der Auftritte der Rock-Gruppe U2 auf ihrer Vertigo-Tour im Jahr 2006 zeigt.

## Produktion
Er enthält Aufnahmen von 14 Auftritten, darunter einige aus How to Dismantle an Atomic Bomb (2004), das Album, das durch die Tour unterstützt werden sollte. Im Film sind politische und sozial-kritische Aussagen enthalten, die während der Shows gemacht wurden. Es ist der zweite Spielfilm der Band, nach ihrer rockumentary Rattle and Hum von 1988. U2 3D war der erste live-action 3D-Film.

## Veröffentlichung
Der Film hatte seine Premiere am 19. Januar 2008 auf dem Sundance Film Festival. Regie führten Catherine Owens und Mark Pellington. Der Film erreichte ein Einspielergebnis von über 26 Millionen Dollar.
Das Filmteam begleitete U2 während der Vertigo-Tour 2006 durch Südamerika. Dabei wurden die Stadion-Konzerte in Mexiko-Stadt, Sao Paulo, Santiago de Chile und Buenos Aires mit mehr aus 100 Stunden Filmmaterial aufgenommen.

## Setlist im Film
1. Vertigo
2. Beautiful Day
3. New Year’s Day
4. Sometimes You Can’t Make It on Your Own
5. Love and Peace or Else
6. Sunday Bloody Sunday
7. Miss Sarajevo
8. Pride (In the Name of Love)
9. Where the Streets Have No Name
10. One
11. The Fly
12. With or Without You

## Rezeption
- Lexikon des internationalen Films: Die mitreißende Bühnen- und Musikshow mit 15 in 5.1-Surround-Sound abgemischten Songs sowie das charismatische Auftreten der Band vermitteln sich auf diese Weise umso beeindruckender.[4]